# Santa Maria d'Elena
Santa Maria d'Elena, de Sobreroca o de Puig d'Elena, és un santuari de Sant Aniol de Finestres (Garrotxa) situat al vessant del puig d'Elena, a la part més meridional del terme, a la dreta de la riera de Llémena. Forma part de l'Inventari del Patrimoni Arquitectònic de Catalunya.

## Descripció
És d'origen romànic, amb algunes remodelacions posteriors. Disposa d'una sola nau i absis semicircular a llevant. La porta d'ingrés és a ponent i es troba protegida per una gran porxada d'època més avançada. El campanar és d'espadanya de doble obertura i s'assenta damunt la paret oest. A sota hi ha una petita finestra que dona llum a l'interior. Fins a l'any 1936 s'hi va venerar una imatge de transició entre el romànic i el gòtic de 50 cm d'alçada. La verge entronitzada portava corona imperial i sostenia un ceptre amb la mà dreta mentre que amb l'esquerra aguantava el seu fill.
Les modificacions sofertes per l'edifici no permeten precisar en quin moment del període romànic fou construïda aquesta església. No es pot descartar una data ja avançada. Presenta una estructura modificada per ampliacions posteriors a l'època de construcció. La planta primitiva és una nau de secció rectangular i un absis semicircular orientat a llevant; la resta de cossos són d'època moderna. La porta està situada a ponent; el porxo que la protegeix és posterior. El tipus d'aparell d'època romànica és format per carreus de mida diversa, ordenats en filades i d'aspecte força rústec.
A l'interior de l'església hi ha un a sarcòfag amb coberta a dos vessants, a l'esquerra de la porta, sostingut per dues cartel·les. Amb caràcters gòtics hi ha una inscripció que diu: «Aquí reposen Ramon de Crosa, el qual morí el dia de les calendes d'octubre i Berenguer de Soler». A cada costat de la inscripció hi ha una creu. La data no seria anterior al segle xiv. Pel que fa als personatges, segurament, tal com era el costum, es deu tractar de dos benefactors.

## Història

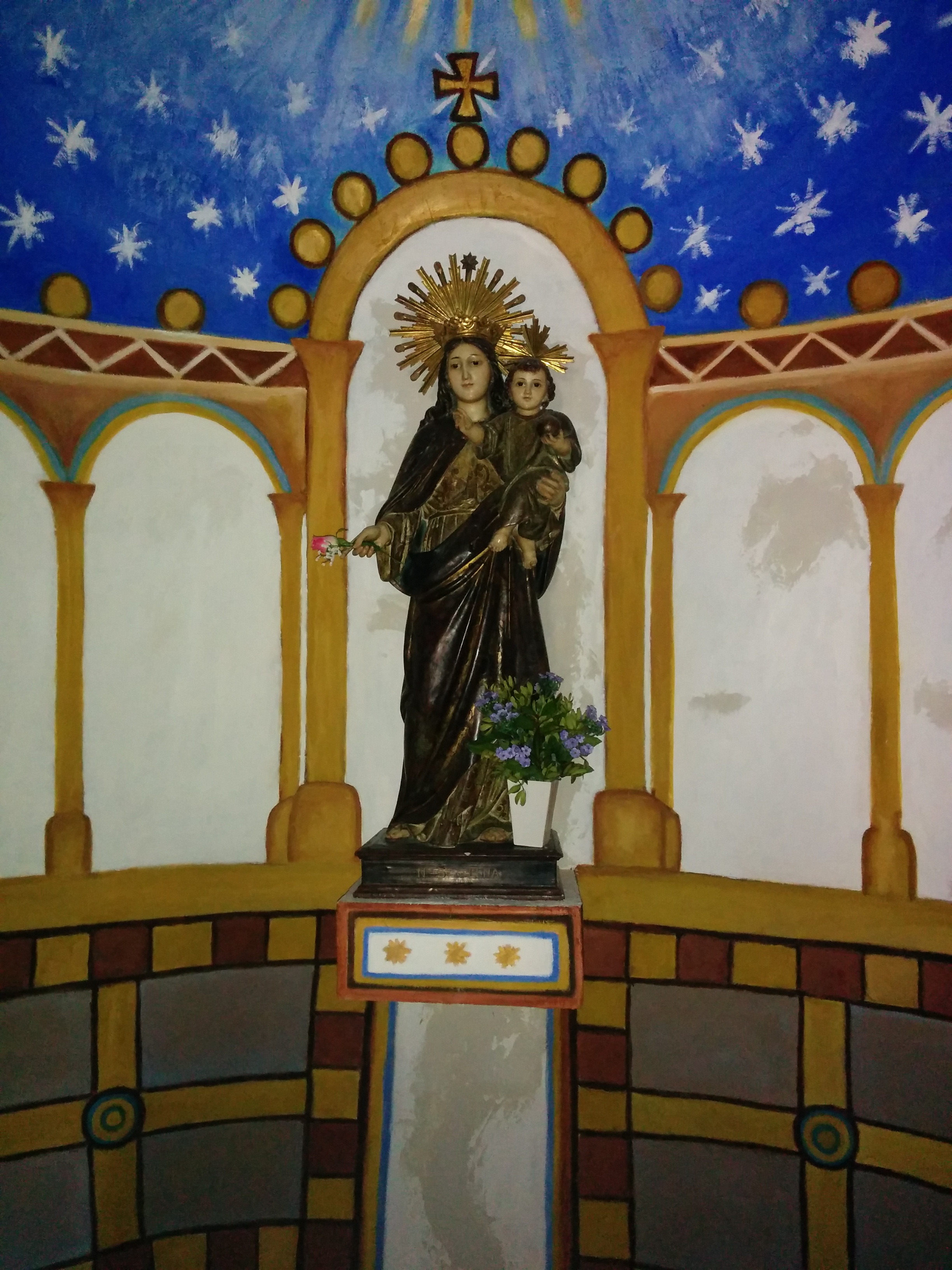
Mare de Déu d'Elena

Les primeres notícies històriques de Santa Maria d'Elena es remunten al testament fet l'any 1212 per Arnau del Torn, el qual llega 5 sous a "Sancte Marie de Suprarrocha". L'any 1391 serà esmentat en el testament d'Hug, baró de Santa Pau com a "Santa Maria o capella de Sobreroca".
Santa Maria d'Elena és una petita església que fou molt malmesa pels terratrèmols del segle xv, que enderrocaren una gran part de les edificacions de la vall d'Amer. Segurament s'ensorrà una part de la nau, tot conservant-se part de l'absis del qual és ben curiós l'enllosat original que el cobreix.
Montsalvatge a les «Notícias históricas» informa que, a la darreria del segle xix, hi vivia un eremita el qual tenia les habitacions unides a l'església.
A la Mare de Déu de Lena (o d'Elena) se l'invoca com a protectora de les Valls del Llémana, tal com canten els seus Goigs: "Als devots de sobre Roca / Y de totas estas Valls / Que dignament Vos invocan / Deslliuraulos de tots mals; / Sent Vos nostra protectora / Guardaunos de tota pena. / Siaulos intercessora / Verge María de Elena".